# Begegnung mit der Vergangenheit
Begegnung mit der Vergangenheit (Originaltitel: We’ll Always Have Paris) ist die 24. Episode der ersten Staffel der US-amerikanischen Science-Fiction-Fernsehserie Raumschiff Enterprise – Das nächste Jahrhundert. Sie wurde in den Vereinigten Staaten über Syndication vermarktet und erstmals am 2. Mai 1988 auf verschiedenen Fernsehsendern ausgestrahlt. In Deutschland war sie zum ersten Mal am 16. März 1991 in einer synchronisierten Fassung im ZDF zu sehen.

## Handlung
Im Jahr 2364 bei Sternzeit 41697.9 ist die Enterprise unterwegs nach Sarona VIII, wo die Mannschaft einen Landurlaub verbringen soll. Captain Picard nutzt seine Freizeit für einen Fechtkampf, doch plötzlich bemerkt er, dass er einen kurzen Augenblick zwei Mal erlebt. Von der Brücke wird ihm bestätigt, dass auf dem gesamten Schiff Zeitschleifen stattgefunden haben. Kurz darauf empfängt die Enterprise einen automatischen Notruf von Paul Manheim, einem vermissten Wissenschaftler, der für seine eigenwilligen Theorien zu Zeit und Gravitation bekannt ist. Manheim gibt Koordinaten durch, die zum Pegos-Minor-Sternensystem führen.
Picard ist flüchtig mit Manheim vertraut, da dieser an der Universität von Paris unterrichtete, als Picard dort studierte. Counselor Troi bemerkt, dass der Notruf starke Emotionen in Picard ausgelöst hat, und rät ihm, sich mit seinen Gefühlen auseinanderzusetzen. Der beschließt, das Holodeck aufzusuchen, und erschafft dort eine Simulation des Café des Artistes in Paris, wie es vor 22 Jahren war. Zu den holografischen Gästen gehört auch eine junge Frau, die von einem Mann versetzt wurde. Picard fühlt sich hierdurch an seine eigene Vergangenheit erinnert.
Die Enterprise erreicht Pegos Minor, wird aber von hier zum Vandor-System umgeleitet. Dort wird schließlich auf dem Planetoiden Vandor IV Manheims Labor entdeckt. Dort leben nur noch zwei Personen: der bewusstlose Paul Manheim und seine Frau Jenice. Da Paul Manheim an starken Krämpfen leidet, werden beide direkt auf die Krankenstation der Enterprise gebeamt. Es stellt sich heraus, dass Picard und Jenice Manheim sich von früher kennen und offenbar sehr vertraut miteinander waren. Sie erklärt, ihr Mann habe die Theorie entwickelt, dass es unendlich viele parallele Dimensionen gäbe, und durch eine Veränderung der Zeitkonstante sei es möglich, eine Brücke zwischen ihnen zu erschaffen. Auf Vandor IV wollte er diese Theorie experimentell beweisen, doch es kam zu einem Unfall, bei dem all seine Mitarbeiter getötet wurden. Schiffsärztin Beverly Crusher findet währenddessen heraus, dass Paul Manheim im Sterben liegt, kann aber die Ursache dafür nicht ermitteln.
Kurz darauf kommt es zu einer weiteren, stärkeren Zeitschleife. Ein Außenteam soll in Manheims Labor nach der Ursache forschen, doch es gelingt nicht, jemanden auf den Planetoiden zu beamen. Schließlich erwacht Paul Manheim und erklärt, es sei ihm gelungen, eine Verbindung zu einer anderen Dimension zu erschaffen und sie auch zu durchschreiten. Sein schlechter Gesundheitszustand rührt daher, dass sich sein Bewusstsein in beiden Dimensionen zugleich befindet. Als er erfährt, dass sein Experiment Zeitschleifen verursacht, verlangt er, dass seine Vorrichtung abgeschaltet wird. Er gibt der Mannschaft der Enterprise die nötigen Informationen, um das Labor sicher zu betreten. Zusammen mit dem zweiten Offizier Data berechnet er, dass der Zeitpunkt der Abschaltung äußerst wichtig ist, da sich der Riss zwischen den Dimensionen ansonsten nicht schließen, sondern vergrößern würde.
Picard und Jenice Manheim haben nun einen kurzen Moment für sich und reden über ihre Vergangenheit. Die beiden wollten einst ihr Leben miteinander verbringen, doch Picard merkte, dass er dafür noch nicht bereit war, und versetzte Jenice vor 22 Jahren bei einer Verabredung im Café des Artistes. Daraufhin heiratete sie Paul Manheim. Dieser hält sich selbst für einen schlechten Ehemann, da er Jenice aufgrund seiner Arbeit viel zu sehr vernachlässigt habe. Im Vertrauen bittet er Picard, sich um Jenice zu kümmern, falls er sterben sollte.
Picard beschließt, Data auf den Planetoiden zu schicken, da er als Android bei einer Zeitschleife keine Desorientierung verspürt. Es gelingt Data, das Labor sicher zu betreten, doch als er den Dimensionsriss schließen will, stellt er plötzlich fest, dass drei zeitversetzte Versionen seiner selbst anwesend sind. Die drei Datas versuchen herauszufinden, welcher von ihnen sich in der richtigen Zeit für die Abschaltung befindet. Schließlich gelingt es, den Riss zu schließen. Es ist wieder nur ein Data vorhanden, die Zeitphänomene treten nicht mehr auf und Paul Manheims Gesundheitszustand normalisiert sich. Manheim will nun in sein Labor zurückkehren, um seine Experimente fortzusetzen und Jenice entschließt sich, weiter an seiner Seite zu bleiben. Bevor sie das Schiff verlassen, will sich Picard allerdings noch gebührend von Jenice verabschieden und lädt sie in die Holodeck-Simulation des Café des Artistes ein.

## Verbindungen zu anderen Star-Trek-Produktionen
Einige Elemente aus dieser Folge wurden in späteren Star-Trek-Produktionen wieder aufgegriffen:
- In Folge 2.13 (Die Zukunft schweigt) von Raumschiff Enterprise – Das nächste Jahrhundert aus dem Jahr 1989 werden Manheims Zeitexperimente kurz erwähnt.
- Im Spielfilm Star Trek: Der erste Kontakt von 1996 wird das Café des Artistes in einer Liste verfügbarer Holodeckprogramme aufgeführt.
- Der Originaltitel von Folge 2.03 (We’ll Always Have Tom Paris) der animierten Serie Star Trek: Lower Decks aus dem Jahr 2021 ist eine Anspielung auf den Titel von We’ll Always Have Paris sowie auf Tom Paris, eine Hauptfigur der Serie Star Trek: Raumschiff Voyager. Auch der deutsche Titel Begegnung mit der Befangenheit greift diese Anspielung auf. Inhaltliche Zusammenhänge zwischen den beiden Folgen gibt es allerdings nicht.

## Produktion

### Drehbuch
Der Originaltitel We’ll Always Have Paris geht auf ein Zitat aus dem Spielfilm Casablanca von 1942 zurück.
Die ursprüngliche Handlung war romantischer gedacht: Picard hätte eine Nacht mit Jenice verbringen sollen, deren Name im ursprünglichen Entwurf noch Laura lautete. Der Autorenstreik – welcher die zweite Staffel maßgeblich in Mitleidenschaft ziehen sollte – machte sich hier jedoch bereits bemerkbar. Die Überarbeitung des Drehbuches konnte nicht rechtzeitig fertiggestellt werden, wodurch die Dialoge für die Schlussszenen noch nicht geschrieben waren. Die Regie musste deshalb bei den Autoren ständig anrufen und erfragen, wie es nun weitergeht, woraus sich handschriftliche Notizen ergaben, nach denen gedreht wurde.

### Darsteller
Die Hauptfigur Wesley Crusher (Wil Wheaton) hat in dieser Folge keinen Auftritt.
Dan Kern, Darsteller von Lieutenant Dean, spielte auch Kellan in Folge 2.17 (Der Flugkörper) von Star Trek: Raumschiff Voyager aus dem Jahr 1996.
Lance Spellerberg hatte hier seinen ersten Auftritt als Transporterchief Herbert. Er übernahm diese Rolle erneut in Folge 2.14 (Rikers Vater) von Raumschiff Enterprise – Das nächste Jahrhundert.
Michelle Phillips spielte die Rolle der Jenice. Sie war in den 1960er und 1970er Jahren Mitglied der Popgruppe The Mamas and the Papas und spielte neben William Shatner im TV-Film Secrets of a married man. Der Regisseur dieser Folge, Robert Becker, kannte sie hingegen von seiner Regiearbeit in der Fernsehserie Unter der Sonne Kaliforniens und bemühte sich um sie, was er nach den Dreharbeiten bereute, da er mit dem Ergebnis nicht zufrieden war.

## Rezeption
Keith DeCandido bewertete Begegnung mit der Vergangenheit 2011 auf tor.com als eine recht vergessenswerte Folge, die zwar durchaus interessante Einblicke in Picards Vergangenheit biete, darüber hinaus aber keine packende Geschichte erzähle.